# Municipio de Turkey Creek (condado de McPherson)
El municipio de Turkey Creek (en inglés: Turkey Creek Township) es un municipio ubicado en el condado de McPherson en el estado estadounidense de Kansas. En el año 2010 tenía una población de 285 habitantes y una densidad poblacional de 3,08 personas por km².

## Geografía
El municipio de Turkey Creek se encuentra ubicado en las coordenadas 38°13′3″N 97°38′49″O / 38.21750, -97.64694. Según la Oficina del Censo de los Estados Unidos, el municipio tiene una superficie total de 92.55 km², de la cual 92,55 km² corresponden a tierra firme y (0 %) 0 km² es agua.

## Demografía
Según el censo de 2010, había 285 personas residiendo en el municipio de Turkey Creek. La densidad de población era de 3,08 hab./km². De los 285 habitantes, el municipio de Turkey Creek estaba compuesto por el 99,3 % blancos, el 0,7 % eran afroamericanos. Del total de la población el 0 % eran hispanos o latinos de cualquier raza.